# معجم العربية الفارسية الرومية الصربية
كتاب المحادثة العربية الفارسية اليونانية الصربية هو كتاب كُتب في القرن الخامس عشر في الدولة العثمانية.

## التاريخ
أُنشئ هذا العمل في الباب العالي. لا يوجد عام محدد للنشر، ولكن يُعتقد أن الكتاب المدرسي أُلف في زمن السلطان محمد الثاني الفاتح وأبنائه، لاحتياجاتهم.

## المفهوم
العنوان المطبوع على الصفحة الأولى من هذا القاموس هو "لغات فارسية، عربية ورومية وسيربية"، والذي يعني في الترجمة "معجم عربي-فارسي-يوناني-صربي". وهو يتألف من مخطوطتين محفوظتين اليوم في مكتبة متحف آيا صوفيا في إسطنبول. وعلى الرغم من أوجه التشابه الكبيرة بينهما، إلا أنهما ليسا متطابقين، وخاصة أن الجزء السلافي (الصربي) من النص يختلف فيهما بشكل كبير، لأن مترجميهما ينتمون إلى لهجتين مختلفتين؛ ففي إحداهما شتوكافيان-إيجيكافيان، وفي الأخرى شتوكافيان-إيكافيان.
النص الأصلي للكتاب باللغة العربية. ويتبع كل سطر عربي ترجمته إلى الفارسية والرومية (اليونانية) والصربية. النص العربي مكتوب باللون الأسود القوي، وأسفله بأحرف أصغر، والفارسية باللون الأحمر، واليونانية باللون الأخضر، والصربية باللون البرتقالي. النص الكامل لكل اللقات مكتوب بالأبجدية العربي (العجمية، العجمية اليونانية).
صُمم الكتاب على شكل حوار بين شخصين، حيث يتم تبادل الأسئلة والأجوبة.
ينقسم نص الكتاب إلى أقسام مثل: التجارة، واجبات الأبناء تجاه آبائهم ومعلميهم، دراسة القرآن الكريم، زيارة المسجد، وأسئلة حول أصل ومهنة المخاطب، والطقس، والعمل في الكَرْم، والعمل في الحقول.

## الروابط الخارجية
- رابط لمسح المخطوطة الأولى المحفوظة في متحف آيا صوفيا، لغة فارسی عربی و رومی و سرف. archive.org/details/makhtutat-aya-sofya-07/AYASOFYA4749/
- رابط لمسح المخطوطة الثانية المحفوظة في متحف آيا صوفيا، غت عربی و غت فارسی و غت رومی و غت سرفی archive.org/details/makhtutat-aya-sofya-07/AYASOFYA4750/